# Ахметово (Аургазинский район)
Ахме́тово (баш. Әхмәт) — деревня в Тукаевском сельсовете  Аургазинского района Республики Башкортостан России.
С 2005 современный статус.

## Географическое положение
Расстояние до:
- районного центра (Толбазы): 28 км,
- центра сельсовета (Тукаево): 3 км,
- ближайшей железнодорожной станции (Белое Озеро): 51 км.

## История
Статус деревня, сельского населённого пункта, посёлок получил согласно Закону Республики Башкортостан от 20 июля 2005 года N 211-з «О внесении изменений в административно-территориальное устройство Республики Башкортостан в связи с образованием, объединением, упразднением и изменением статуса населенных пунктов, переносом административных центров», ст.1:

6. Изменить статус следующих населенных пунктов, установив тип поселения — деревня:
 
5)  в Аургазинском районе:…

ж) поселка Ахметово Тукаевского сельсовета

## Население
| 2002 | 2009 | 2010 |
| ---- | ---- | ---- |
| 40   | ↗46  | ↘38  |

Национальный состав
Согласно переписи 2002 года, преобладающая национальность — татары (77 %).